# Insectívors
|  | Per a altres significats, vegeu «Insectivorisme». |

Els insectívors (Insectivora, del llatí insectum 'insecte' i vorare 'menjar') és un antic ordre de mamífers placentaris, que va ser abandonat per ser considerat polifilètic. Algunes espècies han estat traslladades a altres ordres, deixant la resta a l'ordre Eulipotyphla, dins del superordre dels laurasiateris, que constitueix un dels clades més bàsics dels mamífers placentaris.

## Descripció
Es caracteritzen per la seva mida petita, per ser plantígrads i per tenir hàbits nocturns. La dentadura és completa i el tipus d'alimentació es basa en la captura d'insectes i d'altres petits invertebrats (són insectívors). Es distribueixen majoritàriament per Euràsia, encara que unes poques espècies també es troben a Nord-amèrica. Pertanyen a aquest grup l'eriçó comú, l'eriçó clar, la musaranya i el talp.

## Història
En el passat, l'agrupació va englobar una sèrie de mamífers insectívors, relativament no especialitzats, que anaven de petits a molt petits. Atès que cap grup fòssil d'aspecte primitiu de mamífers placentaris era assignat habitualment a aquest ordre per conveniència, es va crear per constituir l'estoc basal del que van evolucionar altres ordres de placentaris. Per tant, l'ordre Insectivora representa més aviat un grau evolutiu que un clade.

## Taxonomia
La taxonomia d'aquest ordre s'ha redefinit en els últims anys, ubicant les tupaies, les musaranyes elefant i els cinocefàlids en ordres separats, igual que molts grups fòssils que antigament estaven inclosos en aquest ordre. Durant un temps, es va considerar que la resta de famílies d'insectívors constituïen un grup o clade monofilètics, que rebé el nom de Lipotyphla. No obstant això, les proves moleculars van indicar que els talps daurats i els tenrecs també s'havien de separar. Per aquesta raó se'ls va reubicar en el nou ordre dels afrosorícids, dins del superordre dels afroteris.
També es va separar els erinacèids (Erinaceidae) de la resta de soricomorfs (musaranyes, talps i solenodonts), ubicant-los en l'ordre dels erinaceomorfs. Aquests dos ordres van reemplaçar al dels insectívors, però aquesta classificació es va veure en dubte quan els estudis moleculars van indicar que l'ordre Soricomorpha era parafilètic, perquè es va trobar que les musaranyes compartien un ancestre comú més recent amb els eriçons que amb altres soricomorfs.
No obstant això, la combinació de musaranyes i eriçons, coneguda com a Eulipotyphla, ha resultat ser monofilètica.

## Classificació
- Ordre Eulipotyphla (= Insectivora)
  - Família Erinaceidae (eriçons i gimnurs)
    - Subfamília Erinaceinae
    - Subfamília Galericinae

  - Familia Nesophontidae (musaranyes extintes)
  - Família Solenodontidae (solenodonts)
  - Família Soricidae (musaranyes)
    - Subfamília Crocidurinae
    - Subfamília Myosoricinae
    - Subfamília Soricinae

  - Família Talpidae (talpons)
    - Subfamília Talpinae
    - Subfamília Uropsilinae

Cladograma de famílies vivents d'insectívors, segons Roca et al.:
|  | Talpidae                                                  |
|  |                                                           |
|  | \| \| Soricidae \| \| \| \| \| \| Erinaceidae \| \| \| \| |
|  |                                                           |
|  | Soricidae                                                 |
|  |                                                           |
|  | Erinaceidae                                               |
|  |                                                           |

|  | Soricidae   |
|  |             |
|  | Erinaceidae |
|  |             |

|  | Talpidae                                                  |
|  |                                                           |
|  | \| \| Soricidae \| \| \| \| \| \| Erinaceidae \| \| \| \| |
|  |                                                           |
|  | Soricidae                                                 |
|  |                                                           |
|  | Erinaceidae                                               |
|  |                                                           |

|  | Soricidae   |
|  |             |
|  | Erinaceidae |
|  |             |

Aquestes famílies han estat classificades dins de l'ordre Insectivora en el passat:
- Família Chrysochloridae
- Família Cynocephalidae
- Família Macroscelididae
- Família Tenrecidae
- Família Tupaiidae